# Dicranomyia monochromera
Dicranomyia monochromera är en tvåvingeart som beskrevs av Edwards 1923. Dicranomyia monochromera ingår i släktet Dicranomyia och familjen småharkrankar. Inga underarter finns listade i Catalogue of Life.